# Bilobalit
Bilobalit là trilacton terpenoit hoạt hóa sinh học có trong bạch quả (Ginkgo biloba).
Về mặt hóa học nó là (5aR-(3aS*,5aα,8b,8aS*,9a,10aα))-9-(1,1-dimethylethyl)-10,10a-dihydro-8,9-dihydroxy-4H,5aH,9H-furo[2,3-b]furo[3',2':2,3]cyclopenta [1,2-c]furan-2,4,7(3H,8H)-trion.
Bilobalit là thành phần chính trong các terpenoit tìm thấy trong lá bạch quả. Nó cũng tồn tại với lượng nhỏ trong rễ loài cây này. Nó là một sesquiterpenoit, nghĩa là có bộ khung mạch 15-cacbon. Cách thức chính xác để tổng hợp nó từ farnesyl pyrophotphat vẫn chưa rõ.